# Lenny Kuhr
Lenny Kuhr (* 22. února 1950 Eindhoven, Nizozemsko) je nizozemská zpěvačka.
První významný bod její kariéry přišel v roce 1967, kdy vyhrála soutěž talentů Cabaret der Onbekenden. V roce 1969 zastupovala s písní De troubadour Nizozemsko na Velké ceně Eurovize a stala se jednou z vítězek. O vítězství se dělila se Španělkou Salomé, Britkou Lulu a Francouzkou Fridou Boccarou. V historii soutěže to byl jediný případ, kdy se vítězství dělilo mezi více písní. Pro Nizozemsko to bylo třetí vítězství v této soutěži. Nakonec nahrála množství titulů ve francouzštině. V roce 1974 se vdala za Gideona Bialijstocka a z tohoto manželství pocházejí dcery Sharon (* 1975) a Daphnu (* 1980). Od roku 1981 do roku 1993 byla partnerkou autora Hermana Pietera de Boera. V roce 2003 se vdala za Roba Franka. Konvertovala k judaismu a je stoupenkyní kabaly. Načas též žila v Izraeli. Má sestru (Ine Kuhr), která rovněž nazpívala několik desek.

## Známé písně
- De Horizon
- De Troubadour
- Ga Met Me Mee
- Jesus Cristo
- Les enfants
- Pense à moi
- Vivre
- Kom Liefste, Geef Me Je Hand
- Sterren
- Qui a fait le ciel?
- Eenmaal In Je Leven
- Maar ja
- Visite
- Weet je wie we zagen
- Iemand Heeft Je Lief
- Grof Schandaal
- De Blauwe Nacht
- De grote liefde
- Jij ja